# Patrick Jakob
Patrick Jakob (* 17. Oktober 1996 in St. Johann in Tirol) ist ein österreichischer Biathlet. Er nahm an den Olympischen Spielen 2022 teil.

## Sportliche Laufbahn
Patrick Jakob betreibt seit seinen elften Lebensjahr Biathlon. Er hatte seine ersten internationalen Auftritte 2014 und 2015 bei den Jugendweltmeisterschaften, bestes Ergebnis war dabei 2015 Rang sechs mit Thomas Elsigan und Felix Leitner im Staffelrennen. Im Winter 2015/16 bestritt Jakob alle Rennen des IBU-Junior-Cups, beste Einzelergebnisse waren zwei neunte Ränge in der Lenzerheide. Ende November 2016 gab der Österreicher in Beitostølen sein Debüt im IBU-Cup, wurde aber mit acht Schießfehlern nur 100. Tags darauf konnte er dann mit Platz 39 erstmals Punkte gewinnen. Bei seinen letzten Juniorenweltmeisterschaften, 2017 in Osrblie, erzielte Jakob mit Rang 7 im Einzel seine beste Platzierung in der Rennserie. Im März 2018 ging es dann im russischen Uwat, ebenfalls im Einzel, erstmals unter die besten zehn im IBU-Cup, gefolgt von erfolgreichen Sommerbiathlon-Weltmeisterschaften, bei der der Tiroler eine Medaille im Verfolgungsrennen nur knapp verpasste.
Ab 2018/19 startete Jakob regulär im IBU-Cup, in dieser Saison blieben mit Ausnahme von Rang sieben mit der Mixedstaffel in Ridnaun die Erfolge allerdings aus. Im Dezember 2019 kam er in Hochfilzen dann unverhofft zu seinem Weltcupdebüt, indem er den erkrankten Dominik Landertinger im Staffelrennen ersetzte. So lief der Österreicher an der Seite von David Komatz, Felix Leitner und Tobias Eberhard und wurde 12. Sein erstes Weltcupeinzel bestritt er im Januar des Folgejahres auf der Pokljuka, kam aber mit vier Schießfehlern nur auf Rang 91 von 109 Startern. Zu Beginn des Folgewinters gehörte Jakob erstmals von Beginn an zum Weltcupaufgebot, wurde aber nach weniger überzeugenden Auftritten nach den Wettkämpfen von Oberhof wieder in den IBU-Cup zurückgestuft. Dort wusste der 24-Jährige zu überzeugen, am Arber wurde er Zehnter des Sprints, wenig später konnte er im Einzel der Europameisterschaften 2020 ein einstelliges Resultat vorzeigen, mit der Mixedstaffel ging es zudem auf Position 6.
Auch den Winter 2021/22 bestritt Patrick Jakob zunächst im IBU-Cup, ab den Wettkämpfen von Hochfilzen war er aber wieder Teil des Weltcupaufgebots. In Antholz lief Jakob dann mit zwei Schießfehlern auf Rang 37 im Einzel und damit erstmals in die Punkteränge der höchsten Rennserie. Als fünfter Mann des Teams wurde er ebenfalls für die Olympischen Spiele von Peking nominiert und durfte das Sprintrennen bestreiten. Zu Beginn der Saison 2022/23 ergatterte der Österreicher in Kontiolahti erneut zwei Weltcuppunkte, außerdem wurde er mit David Komatz, Felix Leitner und Simon Eder starker Vierter im Staffelbewerb. Bei seinen wenigen folgenden Weltcupeinsätzen kam er nicht in die Nähe der Top 60, bei den Weltmeisterschaften sprang er kurzfristig als Ersatz für Simon Eder in der Staffel ein. Die IBU-Cup-Wochen von Canmore verliefen mit vier Top-20-Platzierungen sowie einem Podestplatz an der Seite Kristina Oberthalers erfolgreich, den Saisonabschluss bildete die Weltcupstaffel von Östersund, welche Jakob mit Eder, Komatz und Dominic Unterweger als Sechster abschloss.
Jakobs Saison 2023/24 war von großer Inkonstanz geprägt. Während er im Weltcup in den Einzelrennen nicht ansatzweise in die Nähe von Weltcuppunkten kam, erzielte er im IBU-Cup mehrere Top-20-Resultate, darunter auch einen fünften Rang im Kurzeinzel von Martell. In den Staffelwettkämpfen schloss der Tiroler besser ab; im Weltcup gelangen ihm mit der Herrenstaffel drei Platzierungen unter den besten Acht, bei den Europameisterschaften sicherte er sich an der Seite von Kristina Oberthaler mit dem dritten Rang seine erste Medaille bei einem internationalen Großereignis. Im Winter 2024/25 lief er zweimal in die Punkteränge und belegte bei den Weltmeisterschaften Rang 33 in der Verfolgung. Dabei zeigte er vor allem läuferische Fortschritte zu den Vorsaisons. Mit der Männerstaffel gelang ihm als Bestergebnis ein fünfter Rang; auf der Pokljuka-Hochebene erzielte er gemeinsam mit Lea Rothschopf, Anna Andexer und David Komatz sogar einen vierten Rang im Mixedwettkampf.

## Persönliches
Jakob lebt in St. Ulrich am Pillersee und startet auch für den dortigen Skiclub.

## Statistiken

### Weltcupplatzierungen
Die Tabelle zeigt alle Platzierungen (je nach Austragungsjahr einschließlich Olympische Spiele und Weltmeisterschaften).
- 1.–3. Platz: Anzahl der Podiumsplatzierungen
- Top 10: Anzahl der Platzierungen unter den ersten zehn (einschließlich Podium)
- Punkteränge: Anzahl der Platzierungen innerhalb der Punkteränge (einschließlich Podium und Top 10)
- Starts: Anzahl gelaufener Rennen in der jeweiligen Disziplin
- Staffel: inklusive Mixed- und Single-Mixed-Staffeln

| Platzierung               | Einzel | Sprint | Verfolgung | Massenstart | Staffel | Gesamt |
| ------------------------- | ------ | ------ | ---------- | ----------- | ------- | ------ |
| 1. Platz                  |        |        |            |             |         |        |
| 2. Platz                  |        |        |            |             |         |        |
| 3. Platz                  |        |        |            |             |         |        |
| Top 10                    |        |        |            |             | 9       | 9      |
| Punkteränge               | 3      |        | 1          |             | 14      | 18     |
| Starts                    | 9      | 27     | 2          |             | 14      | 52     |
| Stand: Saisonende 2024/25 |        |        |            |             |         |        |

### Weltcupwertungen
Ergebnisse bei Weltcups (Disziplinen- und Gesamtweltcup) gemäß Punktesystem.
| Saison  | Einzel | Einzel | Sprint | Sprint | Verfolgung | Verfolgung | Massenstart | Massenstart | Gesamt | Gesamt |
| Saison  | Platz  | Punkte | Platz  | Punkte | Platz      | Punkte     | Platz       | Punkte      | Platz  | Punkte |
| ------- | ------ | ------ | ------ | ------ | ---------- | ---------- | ----------- | ----------- | ------ | ------ |
| 2021/22 | 53.    | 4      | –      | –      | –          | –          | –           | –           | 99.    | 4      |
| 2022/23 | 64.    | 2      | –      | –      | –          | –          | –           | –           | 93.    | 2      |
| 2024/25 | 60.    | 4      | –      | –      | 68.        | 4          | –           | –           | 81.    | 8      |

### Olympische Winterspiele
Ergebnisse bei Olympischen Winterspielen:
|                                        | Einzelwettbewerbe | Einzelwettbewerbe | Einzelwettbewerbe | Einzelwettbewerbe | Staffelwettbewerbe | Staffelwettbewerbe |
| Einzel                                 | Sprint            | Verfolgung        | Massenstart       | Herrenstaffel     | Mixedstaffel       |                    |
| -------------------------------------- | ----------------- | ----------------- | ----------------- | ----------------- | ------------------ | ------------------ |
| Olympische Winterspiele 2022 \| Peking | –                 | 72.               | –                 | –                 | –                  | –                  |

### Biathlon-Weltmeisterschaften
Ergebnisse bei den Weltmeisterschaften:
| Weltmeisterschaften | Weltmeisterschaften | Einzelwettbewerbe | Einzelwettbewerbe | Einzelwettbewerbe | Einzelwettbewerbe | Staffelwettbewerbe | Staffelwettbewerbe | Staffelwettbewerbe |
| Jahr                | Ort                 | Einzel            | Sprint            | Verfolgung        | Massenstart       | Herrenstaffel      | Mixedstaffel       | S.-M.-Staffel      |
| ------------------- | ------------------- | ----------------- | ----------------- | ----------------- | ----------------- | ------------------ | ------------------ | ------------------ |
| 2023                | Oberhof             | –                 | –                 | –                 | –                 | 14.                | –                  | –                  |
| 2024                | Nové Město          | –                 | 53.               | 43.               | –                 | 12.                | –                  | –                  |
| 2025                | Lenzerheide         | 52.               | 53.               | 33.               | –                 | 12.                | –                  | –                  |

### Jugend-/Juniorenweltmeisterschaften
Jakob nahm bis 2015 an den Jugend-, ab 2016 an den Juniorenwettkämpfen teil.
| Weltmeisterschaften | Weltmeisterschaften | Einzelwettbewerbe | Einzelwettbewerbe | Einzelwettbewerbe | Herrenstaffel |
| Jahr                | Ort                 | Einzel            | Sprint            | Verfolgung        | Herrenstaffel |
| ------------------- | ------------------- | ----------------- | ----------------- | ----------------- | ------------- |
| 2014                | Presque Isle        | 23.               | 38.               | 36.               | –             |
| 2015                | Minsk               | 15.               | 43.               | 35.               | 6.            |
| 2016                | Cheile Grădiștei    | 32.               | 46.               | 35.               | 7.            |
| 2017                | Osrblie             | 7.                | 26.               | 38.               | 8.            |